# لا آسونسیون
لا آسونسیون (به اسپانیایی: La Asunción) یک شهر در ونزوئلا و مرکز ایالت نوئوا اسپارتا (تشکیل شده از سه جزیره) است. لا آسونسیون ۲۸٬۵۱۳ نفر جمعیت دارد و ۶۷ متر بالاتر از سطح دریا واقع شده‌است. این شهر در میان دره‌ای حاصلخیز که با تپه‌هایی سرسبز احاطه شده، قرار گرفته و در سال ۱۵۶۵ میلادی توسط کاپیتان پدرو گونزالز سروانتس تأسیس گردیده‌است.